# Coraciiformes
Los coraciiformes o coraciformes (Coraciiformes) son un orden de aves neognatas, normalmente muy coloridas, entre las que se encuentran los martines pescadores, los abejarucos, las carracas y los momotos. Generalmente tienen sindactilia, es decir, tres dedos del pie apuntando adelante. Incluye 218 especies. Su nombre se deriva de los términos latinos coracias (cuervo pequeño) y formes (con forma de).
Son casi exclusivas del Viejo Mundo, con representación en el Nuevo Mundo limitada a trece especies de tódidos y momótidos, y simplemente seis de martín pescador.

## Características
La mayoría de los coraciiformes son de tamaño mediano o grande. Todos ellos se caracterizan por la presencia constante del paladar desmognato, es decir, las apófisis palatinas de los maxilares están soldadas en la línea media. El pie tiene tres dedos dirigidos adelante y uno atrás, formando una pinza, en la cual dos o tres dedos están soldados en la base (a excepción de los coracíidos que los tienen libres), con la suela plantar bien desarrollada. La uña media es mayor que la del pulgar (excepto en los upúpidos). Las alas son cortas y redondeadas o largas y puntiagudas.
El pico es sólido y robusto y tiene un tamaño y una morfología variables; en los cálaos alcanza un tamaño desmesurado y está adornado con excreciones córneas en forma de cresta dura y coloreada; los momótidos lo tienen aserrado para cortar y estrujar insectos; en los abejarucos es largo, fino y curvado hacia abajo. El plumaje es poco abundante, lustroso y de colores vivos y abigarrados. En los martines pescadores es grasiento, lo que impide que las plumas se mojen al zambullirse. El vuelo es elegante y acrobático, como en los abejarucos, o rápido y sostenido, como el de los martines pescadores, mientras que las abubillas tienen un vuelo ondulante. Los cálaos producen al volar un sonido silbante muy parecido al de los tucanes y que recuerda una válvula de vapor. La carracas son verdaderos acróbatas del aire. La cola está formada por diez o doce rectrices y tiene una longitud variable alcanzando en los momótidos de Sudamérica un tamaño considerable que sobrepasa claramente la longitud del cuerpo.

## Historia natural

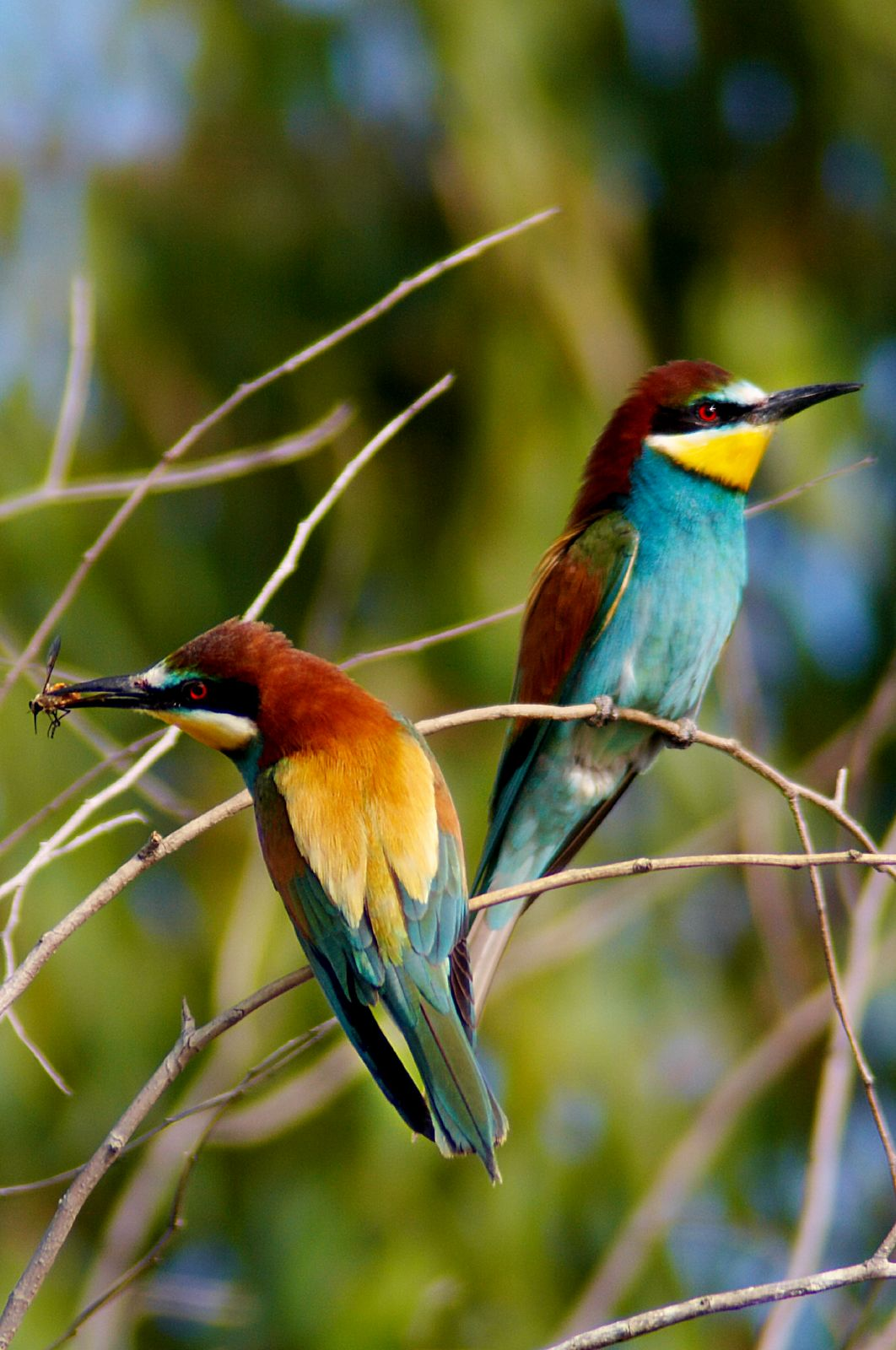
Abejaruco común.

Los coraciiformes son frecuentemente gregarios y a veces migradores. Todas son aves eminentemente arborícolas, que perchan bien, aunque algunas especies son terrestres, como ciertos cálaos y las carracas terrícolas. La mayoría anidan en cavidades, ya sea en troncos de árboles, orificios en muros o haciendo galerías subterráneas que pueden ser de trazado horizontal, de hasta 3 m de longitud, terminadas en una pequeña cámara para los huevos, o puede presentar un ángulo agudo a pocas centímetros de la entrada. El orificio circular de la entrada tiene el diámetro justo para el paso del ave lo que les protege de aves de rapiña y otros enemigos, pero no de las serpientes, que se llevan un gran número de huevos y crías. La puesta consta de dos a ocho huevos lustrosos, casi siempre de un blanco uniforme. El nido y la incubación la realizan ambos progenitores, aunque en los cálaos la hembra es la única responsable ya que permanece emparedada tras tapar el macho la entrada con barro. Los pollos son nidícolas t nacen completamente desnudos pero al poco tiempo les crecen una especie de espinas en cuyo interior están las plumas verdaderas.
La alimentación es esencialmente zoófaga y consiste en toda clase de insectos, pequeños mamíferos, reptiles, ranas, peces, etc. Todos tienen un método de caza parecido; Los abejarucos, carracas y todús acechan desde una percha en un árbol, por la que tienen preferencia, permaneciendo al acecho o bien vuelan a intervalos para capturar sus presas que llevan hasta su rama para golpearlas hasta matarlas. Los martines pescadores se zambullen en picado y, tras capturar un pez, lo golpean sobre una superficie dura, lo voltean para tragarlo empezando por la cabeza ("a favor de escama"). Algunos, como los martines pescadores, son territoriales; una pareja defiende su parcela en un tramo de río ahuyentando a cualquier congénere que se acerque a sus dominios. Otros, como los cálaos y las carracasa se agrupan para defenderse ante una rapaz gritando estruendosamente. Las abubillas secretan como defensa, sobre todo en época de cría, un líquido oleaginoso de olor nauseabundo a través de una glándula situada en la base de la cola.

## Taxonomía
Según Clements, los coraciiformes incluyen las siguientes familias:
- Todidae - barrancolíes, cartacubas y sampedritos
- Momotidae - momotos, barranqueros o guardabarrancos
- Alcedinidae - martines pescadores
- Halcyonidae - martines cazadores, cucaburras y alciones (ahora subfamilia de Alcedinidae)
- Cerylidae - martines gigantes (ahora subfamilia de Alcedinidae)
- Meropidae - abejarucos
- Coraciidae - carracas
- Brachypteraciidae - carracas terrestres
- Leptosomatidae - carraca curol (ahora en Leptosomiformes)
- Upupidae - abubillas (ahora en Bucerotiformes)
- Phoeniculidae - abubillas arbóreas (ahora en Bucerotiformes)
- Bucerotidae - cálaos (ahora en Bucerotiformes)

## Clasificación actual
Varias familias que tradicionalmente eran asignadas a este clado han sido trasladadas, como es el caso de Bucerotidae, Bucorvidae, Upupidae y Phoeniculidae, a las cuales se les ha asignado su propio orden (Bucerotiformes). La carraca curol, la única especie dentro de Leptosomatidae, fue antes incluida en la familia Coraciidae y ahora en el orden Leptosomiformes.
|  | Alcedines                                             |
|  |                                                       |
|  | \| \| Momotidae \| \| \| \| \| \| Todidae \| \| \| \| |
|  |                                                       |
|  | Momotidae                                             |
|  |                                                       |
|  | Todidae                                               |
|  |                                                       |

|  | Momotidae |
|  |           |
|  | Todidae   |
|  |           |

|  | Alcedines                                             |
|  |                                                       |
|  | \| \| Momotidae \| \| \| \| \| \| Todidae \| \| \| \| |
|  |                                                       |
|  | Momotidae                                             |
|  |                                                       |
|  | Todidae                                               |
|  |                                                       |

|  | Momotidae |
|  |           |
|  | Todidae   |
|  |           |

|  | Alcedines                                             |
|  |                                                       |
|  | \| \| Momotidae \| \| \| \| \| \| Todidae \| \| \| \| |
|  |                                                       |
|  | Momotidae                                             |
|  |                                                       |
|  | Todidae                                               |
|  |                                                       |

|  | Momotidae |
|  |           |
|  | Todidae   |
|  |           |

|  | Alcedines                                             |
|  |                                                       |
|  | \| \| Momotidae \| \| \| \| \| \| Todidae \| \| \| \| |
|  |                                                       |
|  | Momotidae                                             |
|  |                                                       |
|  | Todidae                                               |
|  |                                                       |

|  | Momotidae |
|  |           |
|  | Todidae   |
|  |           |

Cladograma basado en Hackett et al (2008).